# 阻力方程
阻力方程是流體力學中計算一物體在流體中運動，所受到阻力的方程式。
此方程式是由瑞利勛爵所提出，其方程式如下：
{\displaystyle F_{D}\,=\,{\tfrac {1}{2}}\,\rho \,v^{2}\,C_{D}\,A}
其中
FD為阻力，是施力平行流場方向的分量.
ρ為流體密度
v 是流體相對物體的速度.
A 為參考面積.
CD 為阻力係數，是一個無因次的係數，像汽車的阻力係數約在0.25到0.45之間.
參考面積A一般定義為物體在運動方向上的正交投影面積。對於形狀簡單，沒有空洞的物體（例如球），參考面即為截面。若是其他物體（例如自行車騎士的身體），A可能比任何一個截面都要大。翼形就用翼弦的平方為參考面積。由於翼弦長常定義為1，因此參考面積也是1。飛機的阻力常和其升力相比較，因此常用機翼面積（或轉子葉片面積）作為其參考面。飛艇及旋轉體使用體積阻力係數，其參考面積為其體積立方根的平方。有時一物體為了和其他物體比較阻力係數，會使用不同的參考面積，此時需特別標示所使用的參考面積。
對有尖角的物體，例如長方柱或是垂直流體方向的圓盤，在雷諾數大於1000時可以將阻力係數視為一定值。但若是圓滑的物體，例如圓柱，阻力係數會隨著雷諾數有明顯的變化，甚至到雷諾數到達107也是如此。

## 討論
阻力方程是立基在一個假設的理想情形下：所有流體衝撞物體的參考面後停止，因此在整個參考面上產生滯止壓強。實際的物體不可能完全符合此現象，而阻力係數CD就是真實物體所受阻力相對於理想情形阻力的比例。一般而言較粗糙。非流線性的物體其CD接近1。較平滑的物體CD數值較低。阻力方程提供了阻力係數CD的定義，此係數會隨雷諾數而變化，實際的數值需要利用實驗來求得。
若不考慮阻力係數的變化，阻力和流體速度的平方成正比，若速度變成原來的二倍，不但衝撞物體的流體速度加倍，單位時間內衝撞物體的流體質量也加倍，因此單位時間內的動量變化（及阻力）都變成原來的四倍。此現象和固體和固體之間的摩擦力不同，速度變化時，摩擦力不會有明顯的改變。

## 推導
阻力方程可以由因次分析推導而得。假設一運動中的流體碰撞一物體，流體會對物體施力，根據一個複雜（且未完全了解）的定律，可以假設以下變數之間存在某種關係：
- 速度 u,
- 流體密度 ρ,
- 流體的動黏滯係數 ν
- 物體的大小，以其迎风面积A表示
- 阻力 FD

利用白金漢π定理，可以將上述的5個變數簡化為以下的二個變數： 
- 阻力係數 CD
- 雷諾數 Re

若考慮原來的5個變數，可以得到以下的式子
{\displaystyle f_{a}(F_{D},\,u,\,A,\,\rho ,\,\nu )\,=\,0.\,}
上式並未假設阻力和其他變數之間有一對一的函數對應關係。而上式中的fa是某個未知的，有五個變數的函數。由於方程式的右側是0，和使用的單位系統無關，因此應該可以將fa用無量綱來表示。
將上述五個變數組合成無量綱的方式有許多種，不過根據白金漢π定理，最後會有二個無量綱。最合適的是雷諾數
{\displaystyle R_{e}\,=\,{\frac {u\,{\sqrt {A}}}{\nu }}}
及阻力係數
{\displaystyle C_{D}\,=\,{\frac {F_{D}}{{\frac {1}{2}}\,\rho \,A\,u^{2}}}.}
因此上述五個變數的函數可以用另一個只有二個變數的函數來表示：
{\displaystyle f_{b}\left({\frac {F_{D}}{{\frac {1}{2}}\,\rho \,A\,u^{2}}},\,{\frac {u\,{\sqrt {A}}}{\nu }}\right)\,=\,0.}
其中fb為某個只有二個變數的函數。因此原始的方程式變成只有二個變數的方程式
由於其中唯一的未知數為阻力FD，其型式可能如下
{\displaystyle {\frac {F_{D}}{{\frac {1}{2}}\,\rho \,A\,u^{2}}}\,=\,f_{c}\left({\frac {u\,{\sqrt {A}}}{\nu }}\right)}
或
{\displaystyle F_{D}\,=\,{\tfrac {1}{2}}\,\rho \,A\,u^{2}\,f_{c}(R_{e}),\,}     及     {\displaystyle C_{D}\,=\,f_{c}(R_{e}).}
因此阻力可表示成 ½ ρ A u2 乘以某個自變數為雷諾數Re的未知函數，此型式較原來五個變數的函數要簡單許多。  
透過因次分析將原本複雜的問題（要找出有五個變數的函數）變成一個較簡單的問題：決定阻力和雷諾數之間的函數關係。
因次分析也提供一些額外的資訊，例如在其他條件不變時，阻力和流體密度成正比，此資訊在進行研究的初期尤其寶貴。若要研究阻力和雷諾數之間的關係，可以不用用大型的物體在高速流體下進行實驗（例如用真實尺寸的飛機進行風洞實驗），只要用較小的物體，在黏滯度更大，速度更快的流體中進行實驗即可，因為這二個系統為相似的。

### 引用
1. ↑  Drag Force 的存檔，存档日期2008-04-14.
2. ↑  See Batchelor (1967), p. 341.